# Rose Atoll Marine National Monument
Het Rose Atoll Marine National Monument is een 34.839,6 km² groot federaal beschermd maritiem natuurgebied gelegen bij Amerikaans-Samoa in de Grote Oceaan, Eilandgebied van de Verenigde Staten en dus federaal Amerikaans grondgebied. De bescherming slaat enkel op oceanische zones, de Amerikanen konden het gebied claimen en beschermen doordat het gelegen is in de exclusieve economische zones rond de verschillende eilanden. Het is een op 6 januari 2009 door president George W. Bush middels presidentiële proclamatie nr. 8335 erkend nationaal monument.
Het wordt beheerd door de Fish and Wildlife Service van het United States Department of the Interior en de National Oceanic and Atmospheric Administration van het United States Department of Commerce.